# Estádio do Dragão
L'Estádio do Dragão (en català: Estadi del Drac) és un estadi de futbol situat a Porto (Portugal). En aquest estadi hi juga els seus partits com a local el FC Porto. Es va construir per substituir l'antic Estadi das Antas, del 1952, i es va inaugurar el 16 de novembre de 2003 amb un partit entre el FC Porto i el FC Barcelona, en el qual va debutar amb el primer equip del Barça Leo Messi (en partit no oficial), i que va acabar amb victòria local per 2-0. L'any 2004 va acollir diversos partits del Campionat d'Europa celebrat a Portugal.